# Małgorzata Fornalska
Małgorzata Fornalska, ps. „Jasia” (ur. 8 czerwca 1902 w Boniewie, zm. 26 lipca 1944 w Warszawie) – polska działaczka komunistyczna, wiele lat związana z Bolesławem Bierutem, z którym miała córkę Aleksandrę.

## Życiorys
Córka Antoniego i Marcjanny ze Starzyńskich, siostra Feliksy Fornalskiej i Aleksandra Fornalskiego, również działaczy komunistycznych. Od 1918 członkini SDKPiL i RKP(b), a od 1921 KPP. Od lipca do grudnia 1918 służyła w I Carycyńskim batalionie komunistycznym, potem była wychowawczynią w Domu Dziecka w Saratowie, następnie w Pietrowsku.
W styczniu 1920 została skierowana do pracy partyjnej w Polsce. W lipcu–sierpniu 1920 wraz z bratem Aleksandrem pracowała w Tymczasowym Komitecie Rewolucyjnym Polski. Absolwentka kursu przy Uniwersytecie Komunistycznym im. Swierdłowa w Moskwie. 1921 ponownie wróciła do Polski. Brała udział w IV Zjeździe KPP latem 1927 pod Moskwą. Studiowała w Akademii Wychowania Komunistycznego i w Międzynarodowej Szkole Leninowskiej (do 1930). W okresie międzywojennym kilkakrotnie aresztowana i więziona za działalność komunistyczną. Od 1936 w KC Czerwonej Pomocy.
Na początku września 1939 wraz z innymi więźniarkami politycznymi została przewieziona na oddział męski Pawiaka. Po opuszczeniu więzienia we wrześniu 1939 w ZSRR, a od końca 1941 w szeregach tamtejszych polskich komunistów. Od wiosny 1942 ponownie w Polsce, w KC PPR, współredaktorka organu PPR „Trybuna Wolności”.
14 listopada 1943 została aresztowana przez Gestapo wraz z Pawłem Finderem przy ul. Grottgera 12 w Warszawie, gdzie miało się odbyć posiedzenie Komitetu Centralnego PPR. Została osadzona w izolatce w Serbii (oddziale kobiecym więzienia Pawiak) pod fikcyjnym nazwiskiem Maria Jasińska. 26 lipca 1944 oboje zostali rozstrzelani w ruinach getta warszawskiego.
26 lipca 1948 Prezydent RP Bolesław Bierut nadał jej pośmiertnie Krzyż Grunwaldu I klasy.

## Upamiętnienie
- Imię Małgorzaty Fornalskiej nadano Ogrodowi Jordanowskiemu dla Dzieci Mokotowa w Warszawie[5][6].
- W latach 1954–1990 imię Małgorzaty Fornalskiej nosiło III Liceum Ogólnokształcące w Białymstoku[7], a w latach 1949–1996 była patronką obecnego XXVI Liceum Ogólnokształcącego im. Krzysztofa Kamila Baczyńskiego w Łodzi. Po plebiscycie zorganizowanym przez władze szkoły i samorząd szkolny w 1996 placówka zyskała nowego patrona – Krzysztofa Kamila Baczyńskiego[8]
- W 1971 na fasadzie budynku przy ul. Grottgera 12 w Warszawie, w którym została aresztowana z Pawłem Finderem, została odsłonięta tablica pamiątkowa[9]. Po 1989 została zasłonięta metalową pokrywą[10].
- 15 października 1981 umieszczona na znaczku pocztowym w serii poświęconej działaczom ruchu robotniczego – nominał 2 zł, nakład 6 milionów sztuk[11].
- W okresie PRL istniała Fabryka Firanek im. Małgorzaty Fornalskiej „Wisan” w Skopaniu (wyróżniona wpisem do „Księgi zasłużonych dla województwa tarnobrzeskiego”)[12].
- Do 1991 była patronką ulicy na wrocławskim Szczepinie. Wraz z dekomunizacją zmieniono nazwę na ul. Litomską[13]. Nazwę ul. Fornalskiej na Jasionowym Wzgórzu w Prudniku zmieniono na Filipa Roboty[14], a w Łodzi na ul. Wileńską[15].